# Miasta Wysp Salomona
Według danych oficjalnych pochodzących z 2009 roku Wyspy Salomona posiadały ponad 10 miast o ludności przekraczającej 800 mieszkańców. Stolica kraju Honiara jako jedyne miasto liczyło ponad 50 tys. mieszkańców; 8 miast z ludnością 1÷10 tys. oraz reszta miast poniżej 1 tys. mieszkańców.

## Największe miasta na Wyspach Salomona

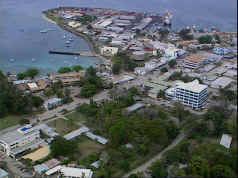
Widok na miasto Honiara

Największe miasta na Wyspach Salomona według liczebności mieszkańców (stan na 23.11.2009):
| L.p. | Miasto   | Prowincja                    | Liczba ludności |
| ---- | -------- | ---------------------------- | --------------- |
| 1.   | Honiara  | Terytorium Stołeczne Honiara | 64 609          |
| 2.   | Auki     | Malaita                      | 5 105           |
| 3.   | Gizo     | Zachodnia                    | 3 547           |
| 4.   | Noro     | Zachodnia                    | 3 365           |
| 5.   | Kirakira | Makira-Ulawa                 | 2 074           |

## Alfabetyczna lista miast na Wyspach Salomona
Spis miast Wysp Salomona powyżej 800 mieszkańców według danych szacunkowych z 2009 roku:
- Auki
- Buala
- Gizo
- Honiara
- Kirakira (Bauro Central Ward)
- Lata
- Munda
- Noro
- Nusa Roviana
- Taro Island (Batava Ward)
- Tigoa
- Tulagi
- Uruuru

oraz dwa okręgi (ward) z ludnością miejską: 
- Tandai Ward
- Malango Ward